# Стів Возняк
Стів Возняк (повне ім'я Стівен Гері Возняк, англ. Stephen Gary Wozniak; 11 серпня 1950, Сан-Хосе, Каліфорнія, США) — піонер комп'ютерних технологій, конструктор одного з перших персональних комп'ютерів у світі («Apple I»), співзасновник фірми Apple.
Стів вважається одним із батьків революції персональних комп'ютерів, якій значно сприяли його винаходи в 1970-х роках. Він заснував Apple Computer (нині Apple inc.) разом зі Стівом Джобсом у 1976 році. У середині 1970-х він створив комп'ютери Apple I та Apple II. Apple II здобув неймовірно велику популярність і згодом став найрозповсюдженішим персональним комп'ютером 1970-х і початку 1980-х років.
У Стівена було кілька псевдонімів, а саме: «The Woz», «Wizard of Woz» і «iWoz» (каламбур; гра слів з iBook'ом та іншими продуктами фірми Apple). «WoZ» (скорочення від «Wheels of Zeus») — це ще й ім'я компанії, яку заснував Стівен. Він також створив початковий прототип класичної гри Breakout для Atari за 4 дні (відома як «Арканоїд»).
Відомий своїм характером інтроверта і його дратує власна популярність. В Apple Computer його називали також «Інший Стів» (відоміший Стів — це Стів Джобс (Steven Jobs). Ще Стіва звали «Воз» для того, щоб відрізняти Джобса і Возняка, тому що у них були подібні імена (Джобса звали Steven, а Возняка — Stephen), які англійською звучать однаково.

## Життєпис

### Дитинство і освіта
Стів народився 11 серпня 1950 року в місті Сан-Хосе (Каліфорнія) в сім'ї Маргарет Луїзи та Френсіса Якоба (якого всі кликали Джеррі) Возняків. Джеррі походив з Мічигану, Маргарет зі штату Вашингтон.
Батько виховувався в суворій католицькій родині (батьків брат навіть став священиком), але до народження Стіва Джеррі відкинув релігію, тому його син не виріс релігійним. Під час навчання в Калтеху Джеррі Возняк був досить відомим гравцем у футбол. Стів в своїй автобіографії пише що батько працював інженером в ракетній програмі Lockheed, і почав знайомити сина з електронікою ще коли тому не виповнилося й чотирьох років.
Коли Стіву було 7 років родина переїхала в Саннівейл на Едмонтон авеню, яке зі всіх боків було оточене садами, в самому серці долини Санта-Клара. Вона зараз знаніша як Кремнієва долина, але на той час основним заняттям мешканців було сільське господарство. В школі Возняк був непоганим атлетом, найкращим бігуном і гравцем в бейсбол, але найбільше захоплювався електронікою.
В старшій школі йому в руки потрапила книга «Самотність бігуна на довгу дистанцію», про молодого злочинця який перебуває у внутрішньому конфлікті і має вирішити чи спростити собі життя і піддатись владі, чи зробити по своєму. Ця книга суттєво вплинула на світогляд Стіва і його скептичне ставлення до влади і авторитетів.
Після закінчення школи Стів вступив до Каліфорнійського університету у Берклі, однак вже на другому курсі взяв академічну відпустку. 1986 року він закінчив університет зі ступенем бакалавра комп'ютерних технологій і електротехніки. 1975 року почав працювати в компанії Hewlett-Packard, де проєктував калькулятори. У той час у розпорядженні компанії перебував один-єдиний комп'ютер власного виробництва, який використовували 80 інженерів. Разом з друзями — Стівом Джобсом і Джоном Дрейпером — займалися конструюванням пристроїв для фрікінгу.

### ЗаснуванняApple
На початку 1975 року на ринку з'явився перший персональний комп'ютер Altair 8800. Тоді Стівен не міг дозволити собі витратити 400 доларів на цей комп'ютер, тому він вирішив зібрати свій власний, використовуючи готовий мікропроцесор від компанії Motorola і декілька модулів пам'яті.
У тому ж 1975 шкільний приятель Возняка Стів Джобс запропонував йому створити модель комп'ютера, орієнтованого на запити любителів та ентузіастів комп'ютерної справи. У гаражі, який належав батькам Джобса, вони створили комп'ютерну плату, прототип комп'ютера Apple I. Місцевий торговець електронним обладнанням замовив їм 25 таких пристроїв, після чого Возняк покинув колишню роботу і став віце-президентом нового підприємства.
1 квітня 1976 Джобс і Возняк заснували компанію Apple Computer, Inc. (нині — Apple Inc.), яка була зареєстрована в 1977 році. Ім'я Apple Джобс запропонував через те, що в цьому випадку номер телефону фірми йшов у телефонному довіднику прямо перед «Atari». Макінтош (англ. Macintosh) — сорт яблук, що продається в США, — улюблений сорт яблук Джефа Раскіна, який був керівником і розробником проєкту Macintosh перед тим, як цю посаду зайняв Стів Джобс.
Першою продукцією новоутвореної компанії став комп'ютер Apple I ціною 666,66 доларів. Він відзначався простотою і компактністю. Всього було продано 600 таких машин. Apple II, що з'явився незабаром, став ще компактнішим і зручнішим у використанні. Успіх компанії виявився феноменальним, і 1980 року вона стала акціонерним товариством.
Наступними кроками фірми стало виробництво принтерів і програмного забезпечення. Стів Возняк написав більшу частину програмного забезпечення, яке працювало на Apple. Його авторству належить просунута мова програмування Calvin, набір віртуальних інструкцій 16-бітного процесора, відомих як SWEET16, і комп'ютерна гра Breakout, яка спонукала додати звук.
У 1980 році Apple II поступив у публічний продаж і зробив Джобса і Возняка мільйонерами. До 1992 року щорічний прибуток фірми досяг 7 млрд доларів.
На початку 1981 року Стів Возняк потрапив в авіакатастрофу, через що йому довелося на якийсь час покинути фірму. Однак уже 1983 року він повернувся туди і пропрацював у компанії до 1985.

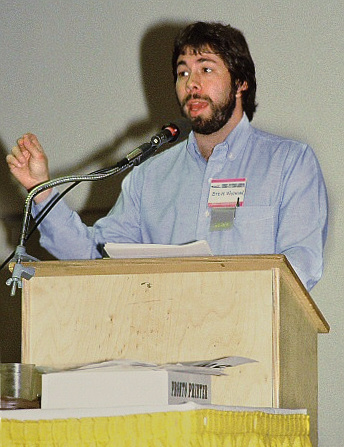
Стів Возняк у 1983

### Відхід відApple
У 1985 році Стів Возняк покинув посаду віце-президента Apple і зараз займає в ній посаду консультанта з символічною зарплатою, володіючи пакетом акцій компанії. Після припинення активної роботи в Apple заснував низку високотехнологічних компаній. Зокрема, створив компанію з розробки систем віддаленого доступу для використання в побутових комп'ютерах (фірма CL-9 проіснувала до кінця 1989 року).

### Громадська діяльність
У 1985 році президент Рональд Рейган вручив Стіву Возняку національну медаль технологій. 1997 року його призначили членом Музею комп'ютерної історії в Сан-Хосе. У вересні 2000 року Стів Возняк увійшов до Національного залу слави винахідників. Сам Стів Возняк так оцінив свій внесок у розвиток комп'ютерних технологій: «Це була революція, мирна революція. І я щасливий, що був її частиною».
У вересні 2007 року він опублікував автобіографічну книгу «iWoz».
9 березня 2009 на телеканалі ABC відбулася прем'єра чергового шоу «Танці з зірками», в якому взяв участь Стів Возняк. Його партнеркою стала Карина Смирнова, професійна танцівниця родом з Харкова.
Стів Возняк також озвучив персонажа — пародію на нього ж самого — у першій і дванадцятій серіях мультиплікаційного серіалу «Code Monkeys» про ігрових девелоперів.
Є членом команди з поло Кремнієвої Долини. Улюблена гра — тетріс.
Стів Возняк активно займається доброчинністю. Зокрема, підтримує молоді таланти та допомагає знедоленим. У 1983 р. за видатні досягнення в галузі технологій Президент США Рональд Рейган удостоїв С. Возняка найвищою Національною нагородою США за прогресивні наукові досягнення.
Стів Возняк проживає в місті Лос-Гатос (Каліфорнія, США) разом зі своєю дружиною Дженет Гіл (Janet Hill).

### Сучасні проєкти
У вересні 2021 року Стів Возняк оголосив про створення приватної космічної компанії Privateer Space. Він відзначив, що його компанія не буде схожа на інші. У листопаді 2021 році Возняк організував стартап, який передбачає систематизацію інформації про сміття на космічній орбіті Землі.

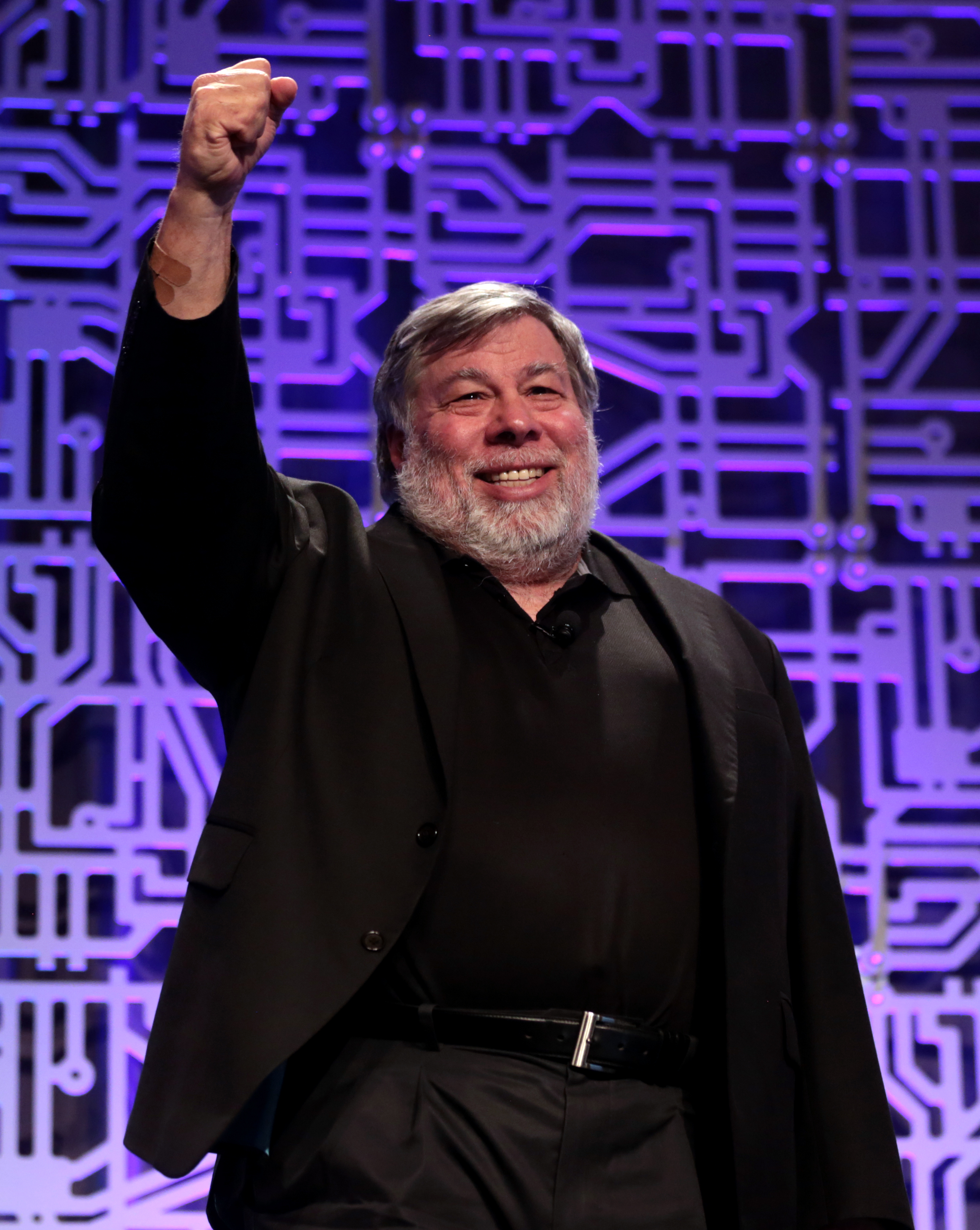
Стів Возняк у 2017

## Етнічне походження
Інформація про українське етнічне походження Стіва Возняка з'явилась в українських ЗМІ після виходу у світ 2007 року енциклопедичного довідника «Галактика Україна. Українська діаспора: видатні постаті» журналіста Віталія Абліцова. У ньому стверджується, що батьки Стіва є вихідцями з Буковини.   Виступаючи в UNIT.City Стів Возняк підтвердив, що має предків походженням з України.
Всупереч цьому, американський комерційний проєкт Родовід, що не гарантує достовірність інформації, однак посилається на американські переписи населення, стверджує, що батько Стіва Джеррі Возняк був народжений 1925 року в Каліфорнії, США, a першим предком Стіва по батьківській лінії, що іммігрував до США, був його прадід Юрій (Джордж) Возняк. Сайт проєкту надає інформацію, що Джордж Возняк народився у (як тоді вважали) Польщі в 1843 і прибув до США у 1870 році. Треба зазначити, що у 1843 році Польської держави не існувало. У 1795 Російська імперія, Імперія Габсбургів та Королівство Пруссія остаточно поділили між собою усі землі Речі Посполитої, до якої входили значні українські етнічні території.
Сам Возняк дає пряму відповідь на питання про етнічне походження своїх батьків, він зазначає, що родина матері походить із Німеччини, а родина батька з Польщі, або з іншої сусідньої країни. Щодо можливості українського походження він сказав:

Багато хто в мене запитує: Стів, ти поляк? Бо моє прізвище Возняк. Я відповідаю: Ні, я українець
Я завжди знав, що моє прізвище — українське. Все своє життя я хотів приїхати до України.
Я деякою мірою бажав би бути українцем. Ці люди здаються найподібнішими до американців, як я сам, з усіх інших європейців.
Оригінальний текст (англ.)
I sort of wish that I were Ukranian or nearby. Those people seem the most like Americans, like myself, out of all Europeans.

У листуванні зі Стахом Возняком, СЕО Cargofy, Стів написав: «Я відчуваю спорідненість з Україною через своє ім'я.» А 30 вересня 2017 року, під час виступу на Olerom Forum 1 в Києві, Стів Возняк заявив прямо: «Багато хто в мене запитує: Стів, ти поляк? Бо моє прізвище Возняк. Я відповідаю: Ні, я українець».

## У популярній культурі

### В кінематографі
Стів Возняк знявся у другому епізоді четвертого сезону телесеріалу «Теорія Великого Вибуху», до того ж там він грає самого себе.
У 2013 році вийшов художній фільм «Джобс» компанії Open Road Films. У фільмі також показали і Стіва Возняка.

## Цікаві факти
- Цитата: «Ніколи не довіряй комп'ютеру, який не можеш викинути з вікна».
- В 1980 році в Каліфорнії Стів Возняк був посвячений в масонський орден.[23] Його дружина Еліс належала до Ордену Східної Зірки, бажання проводити більше часу зі своєю дружиною спонукало Стівена вступити до Братства Вільних Каменярів.

### Інтерв'ю
- Frontier Visionary Interview Interviews Steve Wozniak on Frontier Journal
- The San Jose Tech Museum interview with Wozniak
- Colbert Interviews The Woz TV interview on Sept 28th, 2006
- Wozniak giving history of himself at GnomeDex 2004
- «Interview with Wozniak» (from Failure Magazine, July 2000)
- 2005 Interview with Wozniak at the Stanford Cardinal Inquirer
- TWIT with Woz, a podcast Wozniak participated in
- TWIT with Woz — Wozniak and Kevin Mitnick on This Week In Tech podcast
- TWIT with Woz — Wozniak on This Week in Tech, episode 44
- TWIT with Woz — Wozniak on This Week in Tech, episode 48
- Founders At work — Chapter 3 is a lengthy and somewhat technical interview of his early days at Apple conducted by Jessica Livingston
- Interviewed by R.U. Sirius on 10 Zen Monkeys
- Wozniak's New Goal is Efficient Housing (ECNmag.com, Aug. 2007)
- Wozniak on the iPhone, Apple's OS Leopard, and the future of personal computing (by Joanna Stern of LAPTOPmag.com, Oct. 2007)
- Steve Wozniak on Inventing as Art, Philanthropy and the Spirit of Creativity Part 1 of 2
- Познер — Гость Стивен Возняк. Выпуск от 16.10.2017 на YouTube

### Відео
- Стів Возняк в UNIT Factory
- Interview with Steve Wozniak at Digital Village Audio Archives
- One night with The Woz, video — A video from the Computer history museum, with a long speech from Woz
- Series of Comments at the thirtieth anniversary celebration for home computer pioneers (Video, below the ENIAC videos)
- In Search of the Valley A 2006 documentary on Silicon Valley featuring Steve Wozniak
- iWoz: From Computer Geek to Culture Icon: How I Invented the Personal Computer, Co-Founded Apple, and Had Fun Doing It
- M.I.T. World Steve Wozniak on speaking to
- M.I.T. students (includes Q&A session)
- Steve Wozniak interview on iWoz Book An hour long video interview by Guy Kawasaki, November, 2006
- Steve Wozniak interviewed by Charlie Rose January 29, 2007
- Steve Wozniak interview on Forbes.com November 30, 2006
- Steve Wozniak Speaks at UC Berkeley April 22, 2008

### Біографії
- Bio. Stephen Wozniak
- Stephen Wozniak Bio.
- Dot Eaters page featuring an article on Wozniak and Atari's Breakout
- Steve Wozniak describes how he created the Apple I and II
- The World According to Woz — Profile of Wozniak in Wired magazine
- Steve Wozniak A short Bio. about Steve Wozniak